# Frank Lorenz Müller

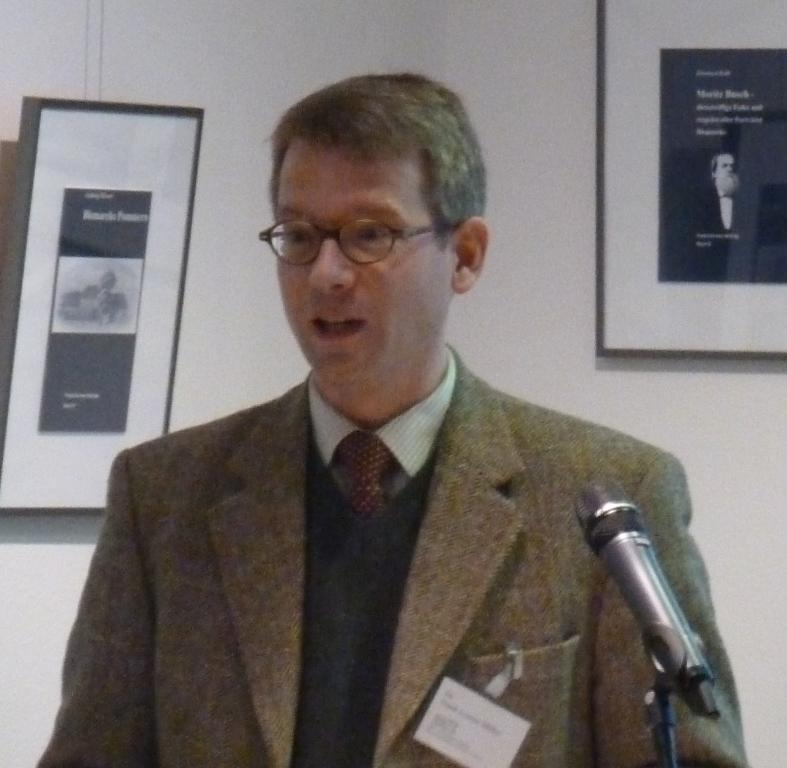
Frank Lorenz Müller beim Kolloquium des Archivs des Liberalismus, 2014

Frank Lorenz Müller (* 1970) ist ein deutscher Historiker.

## Leben
Müller legte 1996 an der Freien Universität Berlin das Staatsexamen und 2000 den DPhil in Oxford ab. Seit 2002 lehrt er als Professor für Neuere Geschichte an der University of St Andrews. 2014 war er Honorary Fellow am Historischen Kolleg in München.
Seine Forschung konzentriert sich auf Nationalismus, Liberalismus, Imperialismus, Militarismus, Außenpolitik, Biografie und die Rolle der Monarchie im gesamten 19. Jahrhundert. 

## Schriften (Auswahl)
- Our Fritz. Emperor Frederick III and the political culture of imperial Germany. Harvard University Press, Cambridge 2011, ISBN 978-0-674-04838-6;
  - Deutsche Ausgabe, übersetzt aus dem Englischen von Sibylle Hirschfeld: Der 99-Tage-Kaiser. Friedrich III. von Preußen – Prinz, Monarch, Mythos. Siedler, München 2013, ISBN 3-8275-0017-6.
- Liberaler „Volkskaiser“ und „hochgemuther Recke“. Die Mythen um Kaiser Friedrich III. (= Friedrichsruher Beiträge. Band 42). Otto-von-Bismarck-Stiftung, Friedrichsruh 2012, ISBN 978-3-933418-48-7.
- Die Revolution von 1848/49. WBG, Darmstadt 2012, ISBN 978-3-534-24584-0.
- Die Thronfolger. Macht und Zukunft der Monarchie im 19. Jahrhundert. Siedler, München 2019, ISBN 978-3-8275-0071-7.